# Фторид олова(II)
Фторид олова(II) (дифторид олова, фтористое олово) — неорганическое бинарное соединение двухвалентного олова с фтором имеющее формулу SnF2. Фторид олова(II) можно рассматривать как оловянную соль фтористоводородной кислоты. Бесцветное твёрдое кристаллическое вещество, используемое в качестве восстановителя в химических реакциях.

## Молекулярная структура
Так как олово в соединении двухвалентно, молекула фторида олова(II) представляет собой неправильный тетраэдр, одну из вершин которого занимает неподелённая электронная пара атома олова (:SnF2). Валентный угол F—Sn—F составляет 94°, длина связи Sn—F: 206 пм.

## Физические свойства
Фторид олова(II) представляет собой бесцветное (в порошкообразном состоянии — белое) кристаллическое вещество.

## Получение
Соединение может быть получено взаимодействием оксида олова(II) SnO с фтористоводородной кислотой:
{\displaystyle {\ce {SnO + 2 HF -> SnF2 + H2O}}}.

## Применение в стоматологии
Местное применение средств, содержащих фторид олова(II), даёт подтверждённые хорошие результаты в качестве профилактической меры против кариеса и гингивита, а также как средство для лечения повышенной чувствительности зубов.
По этой причине интерес к фториду олова(II) постоянно растёт. Однако очень сложно стабилизировать двухвалентный фторид олова(II) в составе продукта для гигиены полости рта таким образом, чтобы предупредить его гидролиз и окисление и избежать потери его биологической доступности. Одним из решений этой проблемы стало добавление эфира органической кислоты.
Концентрация олова в дентине и его свойства усиливать сопротивляемость действию кислот при применении геля с содержанием фторида олова(II) in vitro были изучены в исследовании проведенным швейцарскими специалистами. Как показало исследование, применение этого геля обеспечило существенное повышение сопротивляемости к действию кислоты.
Благодаря таким свойствам, как способность оказывать кариесостатическое и антибактериальное действие, а также уменьшать гингивит и повышенную чувствительность зубов, фторид олова(II) является идеальным активным веществом для гигиены полости рта и для взрослых, и для людей пенсионного возраста.

### Механизм действия SnF2в ротовой полости
SnF2 ингибирует прилипание (адгезию) бактерий друг к другу и к эмали зуба. Интенсивность воздействия фторида олова на метаболизм бактерий выше, чем у NaF.
SnF2 уменьшает образование зубного налёта и улучшает состояние больных гингивитом. И, наконец, SnF2 вступает в реакцию с поверхностью дентина и снижает повышенную чувствительность посредством закупорки дентинных канальцев.
С одной стороны, SnF2 предотвращает развитие пришеечного кариеса, а с другой стороны, обеспечивает защиту от агрессивного воздействия кислот и размягчения дентина обнажённых шеек зубов, являющегося следствием такого воздействия. Кроме того, фторид олова(II) предупреждает образование или увеличение клиновидных дефектов шейки зуба при чистке деминерализованных поверхностей дентина.

### Многоцентровое исследование эффективности средств со стабилизированным фторидом олова(II) в лечении повышенной чувствительности зубов
Данное исследование проводилось с июля по декабрь 2000 года. В нём приняли участие 440 пациентов, из них 320 женщин и 120 мужчин в возрасте 20—80 лет. Несмотря на надлежащую гигиену полости рта, у всех этих пациентов наблюдалась повышенная чувствительность и болезненные ощущения в области шеек зубов. Пациентам были выданы формы для заполнения на дому, которые они потом предоставляли стоматологам и специалистам в области гигиены полости рта. 299 пациентов прошли всё исследование, и на основании результатов этих пациентов 54 стоматолога и специалиста в области гигиены полости рта, принимавшие участие в исследовании, провели оценку эффективности применения средства содержащего SnF2, который использовался в дополнение к обычным средствам гигиены полости рта. Приблизительно 3/4 пациентов применяли это средство 1 раз в сутки вечером, нанося его кончиками пальцев или зубной щёткой, остальные пациенты — несколько раз в день. Период лечения продолжался 2 недели в 1/3 случаев и 1 месяц в 2/3 случаев.
Результаты:
- Оценка пациентами эффективности средства с SnF2 в лечении повышенной чувствительности дентина:
61,4 % — полное исчезновение болевых симптомов / значительное улучшение,
92 % — улучшение или исчезновение болевых симптомов,
30,6 % — незначительное улучшение,
8 % — без изменений.
- Оценка стоматологами и специалистами в области гигиены полости рта эффективности средства с SnF2 в лечении повышенной чувствительности дентина:
64,5 % — очень хорошо / хорошо,
26,1 % — удовлетворительно,
90,6 % — удовлетворительно — очень хорошая эффективность,
9,4 % — без изменений.